# Connection Machine

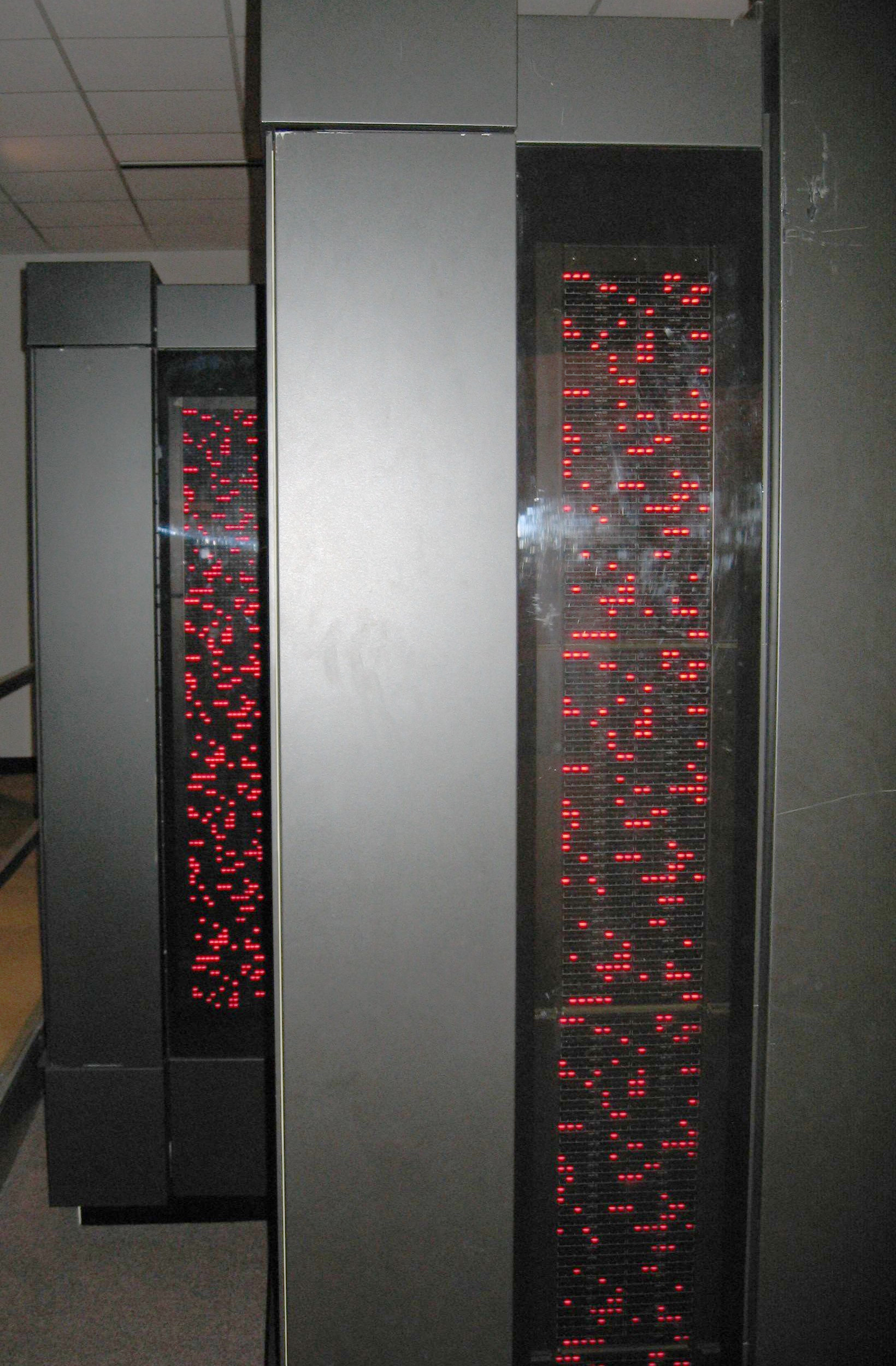
CM-5 z widocznymi diodami sygnalizującymi użycie procesorów.

Connection Machine – seria superkomputerów produkowanych przez Thinking Machines Corporation w latach 80. i 90. XX wieku. Oparte były na architekturze alternatywnej do architektury von Neumanna, programowane w języku Lisp i w zamierzeniu miały umożliwić uzyskanie sztucznej inteligencji. W 1993 roku wersja CM-5 FROSTBURG była najszybszym superkomputerem na świecie, uzyskując wydajność 65 GFLOPS.

## Historia

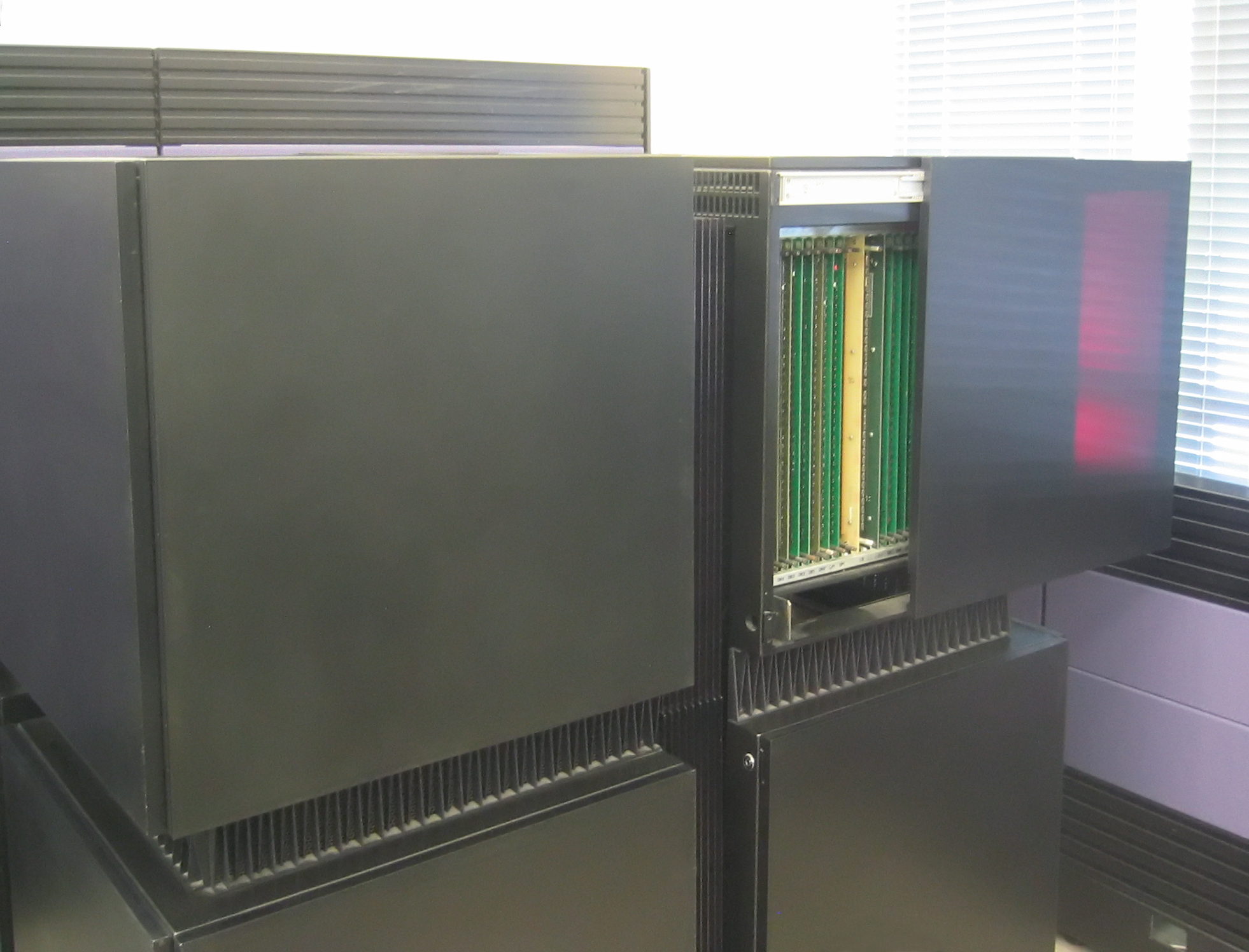
CM-1 w Computer History Museum w Mountain View. Część obudowy została usunięta, aby pokazać obwody znajdujące się wewnątrz.

Podstawy architektury Connection Machine opracował W. Daniel Hillis w swojej pracy doktorskiej The Connection Machine (ISBN 0-262-08157-1). W 1983 roku wspólnie z Sheryl Handler założył firmę Thinking Machines z siedzibą w Waltham (później przeniesioną do Cambridge). Pierwszym opracowanym tam modelem była maszyna CM-1, zawierająca 65536 prostych mikroprocesorów połączonych w wirtualny dwunastowymiarowy hipersześcian. Każdy procesor posiadał 4 kilobity pamięci RAM i wykonywał tylko proste operacje bitowe. Cała maszyna miała rozmiary sześcianu o boku 1,5 m, podzielonego na 8 mniejszych modułów. Każdy moduł zawierał 16 obwodów drukowanych, każdy obwód 32 układy scalone, a każdy układ 16 prostych procesorów. W 1987 roku powstała ulepszona wersja CM-2, z dodanymi koprocesorami Weitek do operacji zmiennoprzecinkowych i rozszerzonym RAM-em. W kolejnych latach powstały jeszcze dwie ulepszone wersje CM-2, nazwane CM-2a  i CM-200.
W 1991 roku powstała wersja CM-5 ze zmienioną architekturą, opartą na procesorach SPARC połączonych siecią hierarchiczną zamiast hipersześcianem. Jej specyficzny wygląd, z widocznymi panelami zawierającymi tysiące czerwonych diod, został specjalnie zaprojektowany dla lepszego marketingowego efektu. Została uwieczniona w filmie Jurassic Park jako komputer sterujący eksperymentem na wyspie.